# Guti
José María Gutiérrez Hernández přezdívaný Guti (* 31. říjen 1976) je bývalý španělský fotbalista a odchovanec Realu Madrid. Nastupoval na postu ofenzivního záložníka.

## Kariéra

### Real Madrid
Guti přišel do mládežnické akademie Realu Madrid v roce 1986 a začínal na postu útočníka. Později se ale stáhl za útočníky, kde odehrál většinu zápasů kariéry. 

V A-týmu Realu debutoval 2. prosince 1995 v zápase proti Sevilla FC (4:1). Na konci sezony měl bilanci jeden vstřelený gól v devíti zápasech. 

V sezoně 1996-97 získal svůj první titul v Primera división.

### Reprezentace
Za španělskou seniorskou reprezentaci nastoupil poprvé 5. května 1999 proti Chorvatsku (3:1). Ve čtrnácti reprezentačních zápasech dosud vstřelil 3 branky. Dosud se nikdy neprosadil do kádru pro finálový turnaj Mistrovství světa nebo Evropy

## Úspěchy

### Klubové
- 3× vítěz Ligy mistrů (1997/98, 1999/00, 2001/02)
- 1× vítěz evropského superpoháru (2002)
- 2× vítěz Interkontinentálního poháru (1998, 2002)
- 5× vítěz Primera división (1996/97, 2000/01, 2002/03, 2006/07, 2007/08)
- 4× vítěz španělského superpoháru (1997, 2001, 2003, 2008)

### Reprezentační
- vítěz Mistrovství Evropy ve fotbale hráčů do 19 let - (1995)
- vítěz Mistrovství Evropy ve fotbale hráčů do 21 let - (1998)

## Osobní život
Od června 1999 byla jeho manželkou španělská televizní hvězda Arantxa de Benito, s níž má dvě děti. Manželství se však po deseti letech rozpadlo.